# 石城子遗址 (昌吉回族自治州)
石城子遗址位于中华人民共和国新疆维吾尔自治区昌吉回族自治州奇台县半截沟镇，是新疆境内唯一年代准确、形制及保存良好、文化特征鲜明的汉代古遗址。2013年入选第七批全国重点文物保护单位。2014年到2019年新疆文物考古研究所在此考古发掘，并获得2019年度全国十大考古新发现。
石城子遗址或为东汉戊己校尉耿恭固守的疏勒城，但具争议。遗址分为内外城，城址面积约11万平方米，城内及附近存在城墙、城门、角楼、马面、排水沟、护城壕、房址、墓葬、窑址等遗址。城内出土有汉代中原风格的瓦当、五铢钱等遗物。

## 地理环境
石城子遗址地处中华人民共和国新疆维吾尔自治区昌吉回族自治州奇台县半截沟镇麻沟梁村东北约1.5千米处，位于江布拉克景区内。丝绸之路方面，石城子遗址向北55千米为奇台县城，向南经乌骨道、萨捍道跨越天山山脉为如今的吐鲁番市。
地理上，石城子遗址位于天山山脉北麓丘陵地带，海拔约1770米。遗址南、东、北侧为陡坡深涧，其下为麻沟河河谷，麻沟河自南沿着遗址东侧向北流去。南侧、东侧的河谷对岸为悬崖，部分有针叶林分布。遗址北侧河谷对岸地势开始降低，进入准噶尔盆地。遗址西侧为缓坡丘陵。因为东侧山涧内存有大量岩石，故遗址得名“石城子”。城内地势则呈北高南低，南北向最大高度差约200米，并伴有略有起伏。制高点位于遗址东北部。石城子遗址周围或作为种植大麦、小麦的耕地，或为草场。遗址内原存耕地，如今部分退耕还草，恢复为草地。

## 形制遗物

### 古城遗址

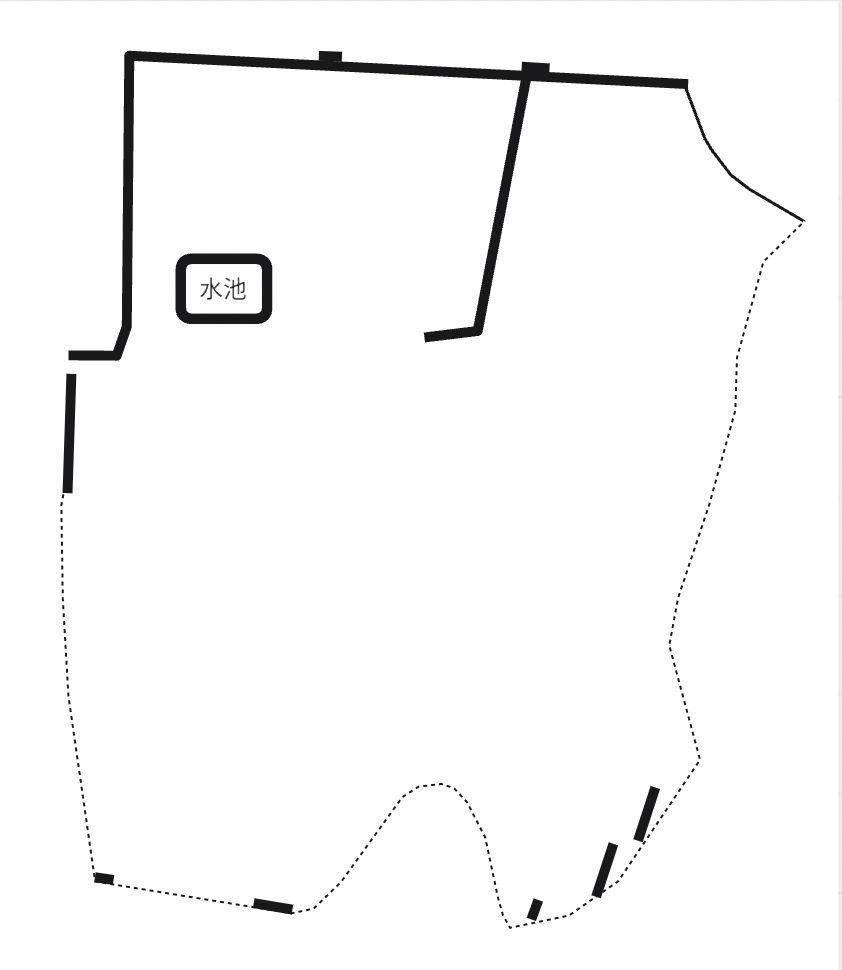
石城子遗址示意图

石城子遗址以功能区分可分为东侧的城址区、西侧的手工业作坊区和墓区。城址平面呈近长方形，南北约380米，东西约280米，总面积约11万平方米。石城子遗址的城址具有明显的军事属性，城址外存护城壕，可分为内外城，形制符合汉文帝时晁错所提议“复为一城其内城间百五十步”。外城城墙基本为土垄状，虽为夯筑，但鲜有夯土版筑技术的痕迹。西侧城墙与北侧城墙保存较为完整，城墙顶部宽约4米，墙基约8到9米。北侧城墙长约280米，残高1米半到2米半不等。西侧城墙长约155米，高1米到2米半不等。城墙存东北角楼和西北角楼各一座，角楼墙体厚且高大。北侧城墙存马面两处，其一平面为边长约15米的正方形，高约2.5米。
现存外城城门有西城门一处，位于西侧城墙中部。城门建筑平面大致呈长方形，面积约1500平方米。由东西向门洞、夯土台、回廊、踏步、附属建筑构成。门洞仅一处，两侧为用于支持门洞大过梁结构的夯土台和排叉柱。门洞两侧城墙上存有回廊，高于地面1米有余。门洞上部可能建有城门楼。城门多次经历维护，最终毁于火灾。焚毁后，有重建痕迹，但最终放弃。
内城（子城）面积约2万平方米，位于城址西北角，依托外城西侧城墙、北侧城墙修建，现尚余内城长140米，高不足1米的东侧城墙，南侧城墙基本无存。内城（子城）内存房址、灶、排水沟、祭祀坑、砖槽、灰坑等遗迹。内城（子城）内房址主要为地面起建建筑和半地穴式建筑。地面起建建筑利用土坯垒砌或夯土砌筑技术修建而成，均已坍塌，地面存厚30到50厘米的木炭、碎瓦等建筑残骸。半地穴式建筑为利用减地法所建建筑，部分建筑存有灶等生活痕迹。
手工业作坊区即窑址，至少有2处，位于距离城址200米的坡梁处。窑址为半地穴式结构，平面呈马蹄形，与中原地区普遍存在窑址类似。可分为前室、火门、火膛、窑室、烟道。出土有与城址内相同类型的板瓦、筒瓦、瓦当等建筑材料。墓区分布在城址西侧多处，其中窑址南侧的墓葬形制包括竖穴土坑墓、竖穴二层台墓、竖穴偏室墓。这些墓葬葬式均为单人仰身直肢一次葬，一些墓内有羊头、羊的距骨随葬。

### 遗址遗物
自石城子遗址发掘的遗物超过2000件，主要种类以建筑材料、生产生活用品居多，另也有五铢等钱币，箭簇、刀、铠甲片等兵器等其他类型遗物。在石城子遗址西侧墓区出土有平纹素绢和红绢等丝织品。生产生活用品包括陶器、石器、骨器、金属器等。类型包括碗、盆、罐、瓮、甑、灯盏、纺轮、磨盘、研磨器等。其中陶器以泥质红陶与泥质灰陶为主。所出土器物表面多为素面，少量存在纹饰。有的器物表面有隶书刻文，包括“宋直瓮”“马”“十”等。
石城子遗址出土的建筑材料以板瓦、筒瓦、瓦当为主，石城子遗址是新疆境内唯一大量出土汉代砖瓦的遗址。板瓦与筒瓦均为模制，以青灰色为主，面饰绳纹，内壁饰布纹或席纹。自石城子遗址出土、采集的瓦当超过850件。以纹饰区分有几何纹、云纹等。几何纹瓦当多出现于城门、西北角楼、城中心房址区，而云纹瓦当在各处均有分布。数量上以云纹中的“T”字形界格图案瓦当最为丰富。自石城子遗址出土、采集的瓦当现藏于新疆维吾尔自治区博物馆、昌吉博物馆、奇台县博物馆、新疆文物考古研究所等机构。
遗址内出土有数千块动物骨骼，至少鉴定出12种，包括鸟类和哺乳动物。所有动物中，羊（包括绵羊和山羊）为城内居民的主要肉食来源，捕获的鹿、兔为补充肉食来源。另外也有牛、马、狗、鸡等家畜、家禽。牛、马、骆驼或作为畜力运输工具。农作物方面，遗址内发现有不同的炭化农作物遗存，其中青稞占比最大，另也有小麦、黍、粟，时代为西汉晚期至东汉时期。

## 历史争议

### 汉疏勒城
石城子遗址常被视为汉代疏勒城今址。73年，汉军击败匈奴军队，汉朝势力重回西域。汉在伊吾开始屯田，次年恢复设置主管军政的西域都护和主管屯田的戊己校尉。戊己校尉设二员，分别驻守在金蒲城（或为今北庭故城遗址）和柳中城（今柳中古城遗址）。75年，北匈奴进攻并击杀车师后王安得，围攻戊己校尉耿恭于金蒲城。耿恭突围离开金蒲城，选择“旁有涧水可固”的疏勒城固守，并坚持十个月。之后耿恭率26人离开疏勒城，最终抵达玉门关时仅13人存活。此即疏勒城之战。

### 古城争议
石城子遗址被发现后，被定为汉代古城几无争议，但是否为东汉戊己校尉耿恭固守的疏勒城依然存有争论，并延续数十年。以薛宗正等学者为代表的主张石城子遗址为汉大疏勒城今址占大多数，其主要证据一为石城子遗址地处战略要地，与柳中城成犄角之势，并于中原相通。证据二为石城子遗址三面为悬崖，可凭借天险固守，涧底有麻沟河也和《后汉书·耿弇列传》中“恭以疏勒城傍有涧水可固”相吻合。证据三为石城子遗址所出土的建筑材料、生活用具、兵器、钱币都具有汉代风格，其中云纹瓦当具有汉代中原建筑风格。同时，放射性碳定年法也和耿恭在此活动时间符合。新疆文物考古研究所田小红等人对石城子遗址5次发掘后也持此观点。
中国社会科学院考古研究所研究员孟凡人等学者则反对石城子遗址为疏勒城的观点，其论据大概有：金蒲城与石城子遗址相隔二百二十余里，突围的耿恭难以长途跋涉到达石城子遗址。石城子遗址与柳中城无大道相通，受命班请援军的范羌及从金蒲城撤退的耿恭难有可行进的道路。同时，石城子遗址距离务涂谷（或位于今吉木萨尔县的千佛洞附近）二百余里，无法满足《后汉书·耿弇列传》中提到的在“车师复畔（叛），与匈奴共攻恭”的情况下，后王夫人“常私以虏情告恭”并提供数月粮草的情况。此外，史书中对汉代疏勒城的记载仅限于耿恭在此固守数月。而出土遗物与放射性碳定年法只能证明石城子遗址为汉代遗址，无法进一步证明其为汉代疏勒城。除此之外，高振亚、马维绪等人还提出石城子遗址更接近《汉书·西域传》等史书中“北石城”的记载；石城子遗址难以取水等论据。并提出位于吉木萨尔县的东大龙沟遗址更贴近汉代疏勒城的描述。

## 发掘保护
石城子遗址遭到遗弃后，至清代中晚期才重新出现人类活动。1972年，奇台县文化馆开展全县文物普查。薛宗正等人在此次普查中将石城子遗址作为古遗址重新发现，并初步勘查遗址。1984年，1983年，新疆社会科学院考古研究所组成东疆考古队考古调查新疆东部地区，王炳华等人在此次调查中考察石城子遗址。此后，昌吉回族自治州文物普查队于1988年对石城子遗址调查并建档。2009年，昌吉回族自治州第三次全国文物普查队对遗址复查。2014年到2019年，新疆文物考古研究所连续五次考古发掘石城子遗址，弄清石城子遗址的布局及功能区划。2018年，中国社会科学院考古研究所（中国历史研究院考古研究所）公示《2016-2017年度田野考古奖名单》，“新疆奇台半截沟镇石城子遗址考古发掘”为二等奖。2020年，新疆奇台石城子遗址入选2019年度全国十大考古新发现。
保护名录方面，1978年，奇台县将石城子遗址列为奇台县文物保护单位。1994年，石城子遗址被列为昌吉回族自治州文物保护单位。1999年，石城子遗址被列为新疆维吾尔自治区文物保护单位。2011年，奇台县公布石城子遗址的保护范围和建设控制地带。2013年，中华人民共和国国务院公布第七批全国重点文物保护单位，石城子遗址作为古遗址之一位列其中。2023年12月，石城子遗址入选首批《新疆维吾尔自治区考古遗址公园立项名单》。